# Obvodní národní výbor

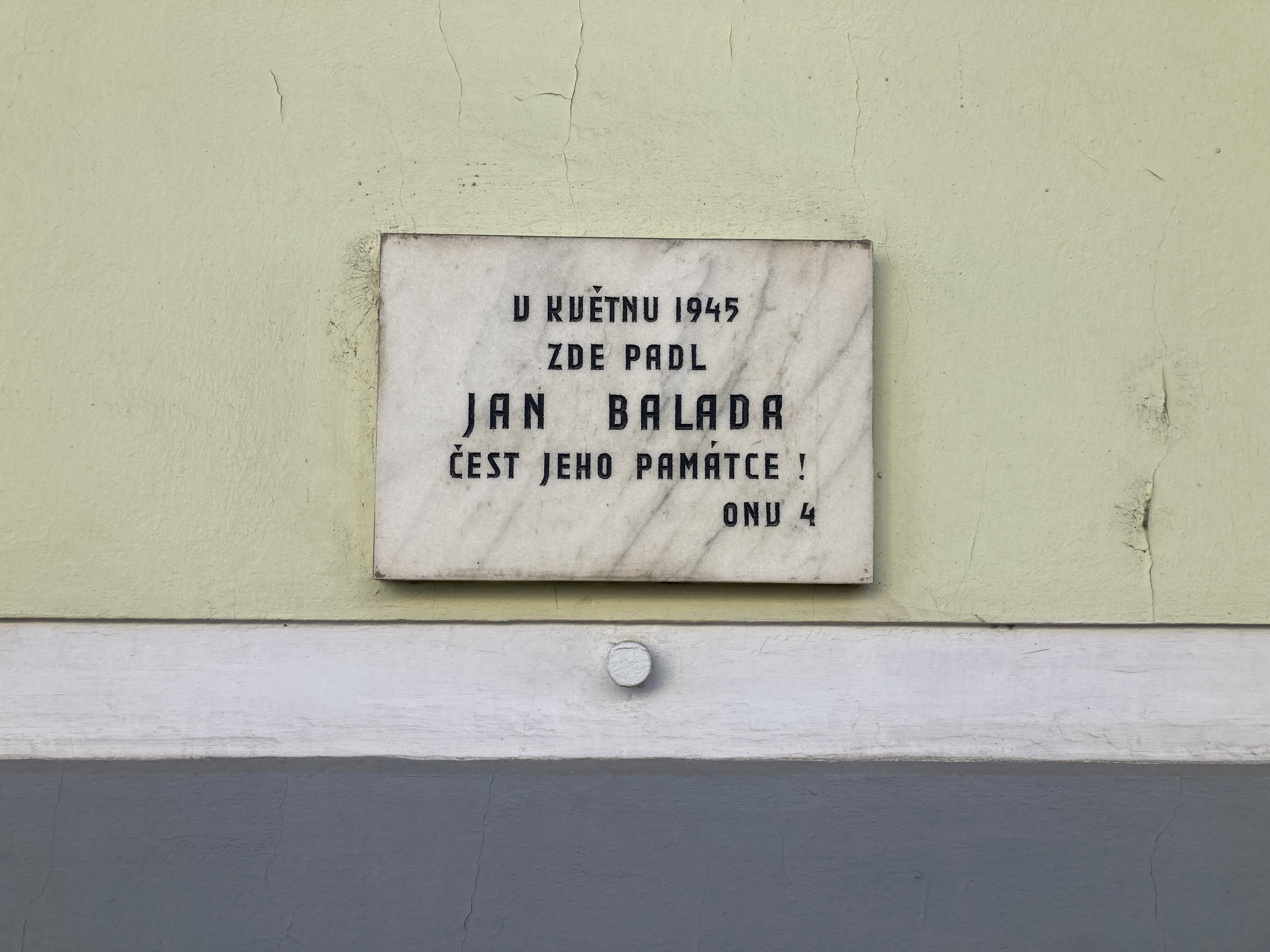
Památník oběti z dob Pražského povstání. Povšimněte si v pravém, dolním rohu nápisu "ONV 4" - dnešní Praha 4.

Obvodní národní výbor (ObNV či ObvNV, v Praze později jen ONV) je označení národních výborů, které vykonávaly v Československu v letech 1945–1990 správu městských obvodů v některých velkých městech. Byly podřízené městským národním výborům (MěNV), respektive Národnímu výboru hlavního města Prahy atd. 
Zpočátku byla pro obvodní národní výbory určena zkratka ObvNV, která později byla zkracována na ObNV. Zatímco například v Ostravě, Plzni či Brně se až do konce užívala zkratka ObNV, v Praze se jako standardní a běžné označení obvodních národních výborů ustálila zkratka ONV, což může souviset i s tím, že postavení pražských obvodů bylo analogické postavení okresů v rámci Prahy jako hlavního města v postavení kraje.  
V částech Prahy připojených v letech 1968 a 1974 zůstaly po připojení v činnosti místní národní výbory, ale byly podřízeny pražským obvodním národním výborům. Původní části obvodů spravovaly obvodní národní výbory přímo.
V čele orgánu stál předseda obvodního národního výboru, který měl místopředsedy, v čele úřadu stál tajemník obvodního národního výboru volený plénem.
V roce 1990 se obvodní národní výbory transformovaly na obvodní úřady a obvodní zastupitelstva. V Praze se v roce 1995 i těchto deset úřadů a zastupitelstev přejmenovalo na úřady městských částí a zastupitelstva na zastupitelstva městských částí. 